# Journal of Vacuum Science & Technology A
Het Journal of Vacuum Science & Technology A: Vacuum, Surfaces, and Films is een internationaal, aan collegiale toetsing onderworpen wetenschappelijk tijdschrift op het gebied van de natuurkunde. Het wordt uitgegeven door het American Institute of Physics namens de American Vacuum Society en verschijnt tweemaandelijks.